# 広島県道276号矢野海田線
広島県道276号矢野海田線（ひろしまけんどう276ごう やのかいたせん）は、広島県広島市安芸区から安芸郡海田町に至る一般県道である。

## 概要
広島市安芸区矢野新町2丁目から安芸郡海田町曽田に至る。

### 路線データ
- 起点：広島市安芸区矢野新町2丁目（消防署矢野出張所前交差点、広島県道34号矢野安浦線バイパス交点）
- 終点：安芸郡海田町曽田（畝橋東交差点、国道2号交点）
- 総延長：約4.3 km

## 歴史
- 1990年（平成2年）2月13日 - 広島県告示第162号により認定される。

## 路線状況
広島市安芸区矢野新町2丁目・海田大橋入口交差点 - 安芸郡海田町曽田は国道2号東広島バイパスおよび広島南道路の側道として整備されている。特にJR西日本呉線以東で道路の中央部に大きな空き地ができているのはそのためである（JR西日本呉線以西も着手予定）。また、JR西日本呉線以西でかつて自衛隊の官舎であったところも、現在では老朽化に伴う移転により、大きな空き地となっており、工事の着手が進んでいる。

### 道路施設

#### 橋梁
- 西明神橋（安芸郡海田町）

## 地理

### 通過する自治体
- 広島県
  - 広島市（安芸区） - 安芸郡海田町

### 交差する道路
| 交差する道路                      | 市町村名 | 市町村名 | 交差する場所           | 交差する場所                    |
| --------------------------------- | -------- | -------- | ---------------------- | ------------------------------- |
| 広島県道34号矢野安浦線 / バイパス | 広島市   | 安芸区   | 矢野新町2丁目          | 消防署矢野出張所前交差点 / 起点 |
| 広島南道路 海田大橋               | 広島市   | 安芸区   | 矢野新町2丁目          | 海田大橋出入口                  |
| 広島南道路（事業中）              | 安芸郡   | 海田町   | 南明神（みょうじん）町 | 東部流通東出入口（事業中）      |
| 国道31号                          | 安芸郡   | 海田町   | 南堀川町               | 東部流通団地北口交差点          |
| 国道2号 / 東広島バイパス          | 安芸郡   | 海田町   | 曙町                   | 海田ランプ                      |
| 国道2号 / 東広島バイパス          | 安芸郡   | 海田町   | 浜角                   | 海田東IC                        |
| 国道2号                           | 安芸郡   | 海田町   | 曽田                   | 畝橋東交差点 / 終点             |

### 交差する鉄道
- 呉線

### 沿線
- 海田地区消防署矢野出張所
- 陸上自衛隊海田市駐屯地（第13旅団）
- 広島県立海田高等学校
- 海田警察署
- 海田郵便局
- 広島国際学院高等学校
- 海田町立海田中学校
- 海田町立海田東小学校